# بيرتشوود (رواية)
بيرتشوود (بالإنجليزية: Birchwood)‏ هي رواية للكاتب الأيرلندي جون بانفيل، نشرت عام 1973، عن دار نشر سيكر آند واربرغ.